# Ṟ
Ṟ (minuskule ṟ) je speciální znak latinky. Nazývá se R s vodorovnou čárkou pod. Používá se pro přepis některých indických písem, která se vyvinula z písma bráhmí, konkrétně dévanágarí, arabské písmo, tamilské písmo, telugské písmo, kannadské písmo a malajálamské písmo, kde Ṟ odpovídá znakům:
ऱ ڔ ற ఱ ಱ റ
Ṟ v těchto jazycích odpovídá alveolární vibrantě (IPA r).
V Unicode mají písmena Ṟ a ṟ kódy U+1E5E a U+1E5F.